# 1997 GC38
1997 GC38 är en asteroid i huvudbältet som upptäcktes den 6 april 1997 av LINEAR i Socorro County, New Mexico.
Asteroiden har en diameter på ungefär 2 kilometer.